# Irish Open 1996
Die Irish Open 1996 im Badminton fanden vom 5. bis zum 7. Dezember 1996 in Lisburn statt. Auf der IBF-Turnierskala erreichte es die Wertung A.

## Medaillengewinner
| Disziplin    | Gold                         | Silber                            | Bronze                               |
| ------------ | ---------------------------- | --------------------------------- | ------------------------------------ |
| Herreneinzel | Kenneth Jonassen             | Colin Haughton                    | Craig Robertson                      |
| Herreneinzel | Kenneth Jonassen             | Colin Haughton                    | Anders Boesen                        |
| Dameneinzel  | Pernille Harder              | Mette Pedersen                    | Anu Weckström                        |
| Dameneinzel  | Pernille Harder              | Mette Pedersen                    | Tanya Woodward                       |
| Herrendoppel | Lee Sung-yuan Yang Shih-jeng | Jonas Rasmussen Ove Svejstrup     | Lin Wei-hsiang Wei Chun-yi           |
| Herrendoppel | Lee Sung-yuan Yang Shih-jeng | Jonas Rasmussen Ove Svejstrup     | Liao Wei-chieh Lin Shyau-hsin        |
| Damendoppel  | Tanja Berg Mette Pedersen    | Michelle Rasmussen Majken Vange   | Donna Kellogg Joanne Wright          |
| Damendoppel  | Tanja Berg Mette Pedersen    | Michelle Rasmussen Majken Vange   | Ann-Lou Jørgensen Christina Sørensen |
| Mixed        | Jesper Larsen Majken Vange   | Jonas Rasmussen Ann-Lou Jørgensen | Rémy Matthey de l’Etang Santi Wibowo |
| Mixed        | Jesper Larsen Majken Vange   | Jonas Rasmussen Ann-Lou Jørgensen | Ove Svejstrup Ella Miles             |